# Arroio do Meio
Pour les articles homonymes, voir Arroio.
Arroio do Meio est une municipalité brésilienne située dans l'État du Rio Grande do Sul.